# Данугліпрон
Данугліпрон — це низькомолекулярний агоніст глюкагоноподобного пептиду-1, розроблений компанією Файзер . Його пероральна форма досліджується як терапія цукрового діабету. Початкові результати рандомізованого контрольованого дослідження показують його ефективність у зменшенні ваги  і покращенні контролю глікемії. Найпоширенішими побічними ефектами були нудота, діарея та блювання.  
У клінічному дослідженні фази 2, учасники, які приймали данугліпрон, мали зниження ваги від 6,9% до 11,7% порівняно з плацебо  . 
Данугліпрон спочатку використовувався в режимі "двічі на добу", але розробник обрав одноразове модифіковане виділення для подальшого розвитку, яке показало оптимальні фармакокінетичні показники .
Данугліпрон має порівнянну ефективність з ін'єкційними пептидними GLP-1 агоністами, але його пероральна форма може забезпечити більшу зручність для пацієнтів .

## Дивіться також
- Лотігліпрон
- Орфоргліпрон